# Хмелевский, Зыгмунт
Зыгмунт Хмелевский (пол. Zygmunt Chmielewski) — польский актёр театра, кино и телевидения, также театральный педагог.

## Биография
Зыгмунт Хмелевский родился в Одессе. Он дебютировал в театре в Варшаве в 1919 году. Один из основателей театра «Атенеум» в 1930 году. Актёр театров в Варшаве, Кракове, Вильнюсе и Лодзи. Выступал в спектаклях «театра телевидения» в 1954—1962 годах. Преподаватель Государственной высшей театральной школы в Варшаве (теперь Театральная академия им. А. Зельверовича).

## Избранная фильмография
- 1921 — Чудо на Висле / Cud nad Wisłą
- 1926 — Цыганка Аза / Cyganka Aza
- 1930 — Янко-музыкант / Janko Muzykant
- 1932 — Княгиня Лович / Księżna Łowicka
- 1933 — Ромео и Юлечка / Romeo i Julcia
- 1933 — Его превосходительство субъект / Jego ekscelencja subiekt
- 1933 — Шпион в маске / Szpieg w masce
- 1934 — Разве Люцина девушка? / Czy Lucyna to dziewczyna?
- 1934 — Дочь генерала Панкратова / Córka generała Pankratowa
- 1936 — Пан Твардовский / Pan Twardowski
- 1936 — Его большая любовь / Jego wielka miłość
- 1936 — Тайна мисс Бринкс / Tajemnica panny Brinx
- 1936 — Прокаженная / Trędowata
- 1936 — Верная река / Wierna rzeka
- 1936 — Барбара Радзивилл / Barbara Radziwiłłówna
- 1937 — Ординат Михоровский / Ordynat Michorowski
- 1937 — Солгавшая / Skłamałam
- 1939 — Доктор Мурек / Doktór Murek
- 1939 — Руковожу здесь я / Ja tu rządzę
- 1939 — Сквозь слёзы счастья / Przez łzy do szczęścia
- 1948 — Последний этап / Ostatni etap
- 1954 — Недалеко от Варшавы / Niedaleko Warszawy
- 1956 — Необыкновенная карьера / Nikodem Dyzma
- 1956 — Эскизы углём / Szkice węglem
- 1957 — Шляпа пана Анатоля / Kapelusz pana Anatola
- 1958 — Позвоните моей жене / Co řekne žena?
- 1959 — Инспекция пана Анатоля / Inspekcja pana Anatola
- 1959 — Кафе «Минога» / Cafe pod Minogą
- 1960 — Пиковый валет / Walet pikowy
- 1963 — Кодовое название «Нектар» / Kryptonim Nektar

## Признание
- Кавалерский крест Ордена Возрождения Польши.
- Золотой Крест Заслуги.
- Медаль «10-летие Народной Польши».